# Alma Rubens
Alma Rubens, nata Alma Genevieve Reubens (San Francisco, 19 febbraio 1897 – Los Angeles, 21 gennaio 1931), è stata un'attrice statunitense.

## Biografia
Figlia di John Ruebens, di origini francesi, e di Theresa Hayes, di origini irlandesi, fu educata secondo la fede cattolica e studiò nel Sacred Heart Convent di San Francisco. Iniziò come corista in una commedia musicale dove conobbe l'attore Franklyn Farnum che la convinse a lasciare il teatro per il cinema.
Esordì nel 1913 con il cortometraggio Banzai, ma la svolta nella sua carriera avvenne nel 1916, quando recitò in Reggie Mixes In, con Douglas Fairbanks e Billie Dove e, a seguire, in Il meticcio della foresta e in L'americano, ancora con Fairbanks. L'anno dopo interpretò due western, Truthful Tolliver con William S. Hart, e The Firefly of Tough Luck con Charles Gunn. Nel giugno del 1918 sposò il suo mentore Franklyn Farnum, che aveva venti anni più di lei, ma se ne separò due mesi dopo. Alma accusò il marito di essere un violento e ottenne il divorzio nel dicembre del 1919.
Nel 1920 interpretò Humoresque, film prodotto dalla Cosmopolitan Productions di William Randolph Hearst, e i film drammatici The World and His Wife, con Montague Love, e Thoughtless Women, con Eddie Roland, consolidando un'ormai affermata popolarità. Rubens ritornò sugli schermi nel 1922 e dopo il film storico Under the Red Robe (1923) Hearst preferì sciogliere il suo contratto.
Nell'agosto del 1923 Alma Rubens sposò il produttore Daniel Carson Goodman, e cominciò anche la sua dipendenza dalle droghe, dopo essere stata sottoposta a una cura medica con l'utilizzo di morfina. I due anni successivi furono piuttosto intensi, passando, sempre da protagonista, dall'interpretazione di Week End Husbands (1924) di Edward H. Griffith e di Is Love Everything? con Frank Mayo, a La più grande fiamma con Edmund Lowe e a Per suo figlio (1926) di Frank Borzage. Dopo il divorzio da Goodman ottenuto nel gennaio del 1925, il 30 gennaio 1926 contrasse un nuovo matrimonio con l'attore Ricardo Cortez.
La sua dipendenza dall'eroina la costrinse a lunghi ricoveri in ospedale. Nel febbraio del 1929 l'opinione pubblica venne a conoscenza delle sue condizioni quando tentò di accoltellare un medico che la stava accompagnando in ambulanza in una casa di cura. In seguito fuggì dalla stessa, malgrado la sorveglianza. Con l'intervento della madre e del marito fu ricoverata in maggio nell'ospedale psichiatrico Patton di San Bernardino da cui fu dimessa nel dicembre del 1929. In alcune interviste dichiarò la sua decisione  di rilanciarsi recitando nei teatri di rivista. A questo scopo nel febbraio del 1930 si trasferì col marito a New York, ma dopo meno di un mese ritornò in California. In estate si separò da Ricardo Cortez avviando le pratiche di divorzio, e iniziò a scrivere le sue memorie.
Il 5 gennaio 1931 fu arrestata a San Diego dagli agenti federali con l'accusa di possesso di cocaina e traffico di droga. Fu rilasciata sotto cauzione ma non giunse al processo. A metà mese si ammalò di polmonite e il 21 gennaio 1931 morì in casa del suo medico, a Los Angeles, assistita dalla madre e dalla sorella.
È sepolta nel Mountain View Cemetery di Fresno ed è ricordata con una stella nella Hollywood Walk of Fame.

## Riconoscimenti
- Stella nella Hollywood Walk of Fame.

## Filmografia parziale

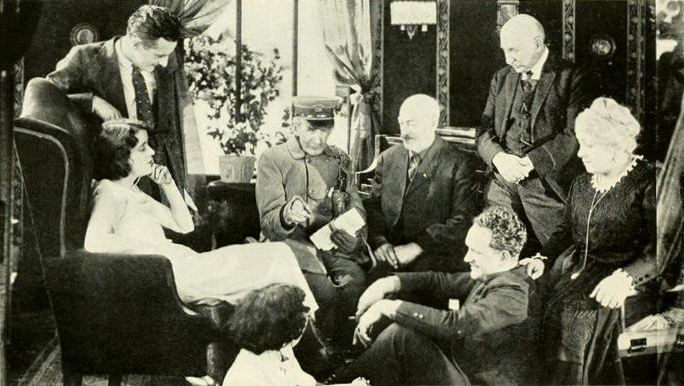
In una scena di Humoresque

- Banzai, regia di Charles Giblyn - cortometraggio (1913)
- Reggie Mixes In, regia di Christy Cabanne (1916)
- The Mystery of the Leaping Fish, regia di John Emerson - cortometraggio (1916)
- Il meticcio della foresta (1916)
- L'americano (The Americano), regia di John Emerson (1916)
- Truthful Tulliver, regia di William S. Hart (1917)
- A Woman's Awakening
- An Old Fashioned Young Man
- Master of His Home, regia di Walter Edwards (1917)
- The Cold Deck, regia di William S. Hart e, non accreditato, Clifford Smith (1917)
- The Firefly of Tough Luck, regia di E. Mason Hopper (1917)
- The Regenerates
- The Gown of Destiny, regia di Lynn F. Reynolds (1917)
- I Love You, regia di Walter Edwards (1918)
- The Answer (1918)
- The Love Brokers, regia di E. Mason Hopper (1918)
- Madame Sphinx
- The Ghost Flower (1918)
- Restless Souls, regia di William C. Dowlan (1919)
- Diane of the Green Vam (1919)
- A Man's Country, regia di Henry Kolker (1919)
- Humoresque (1920)

- Thoughtless Women (1920)
- Find the Woman

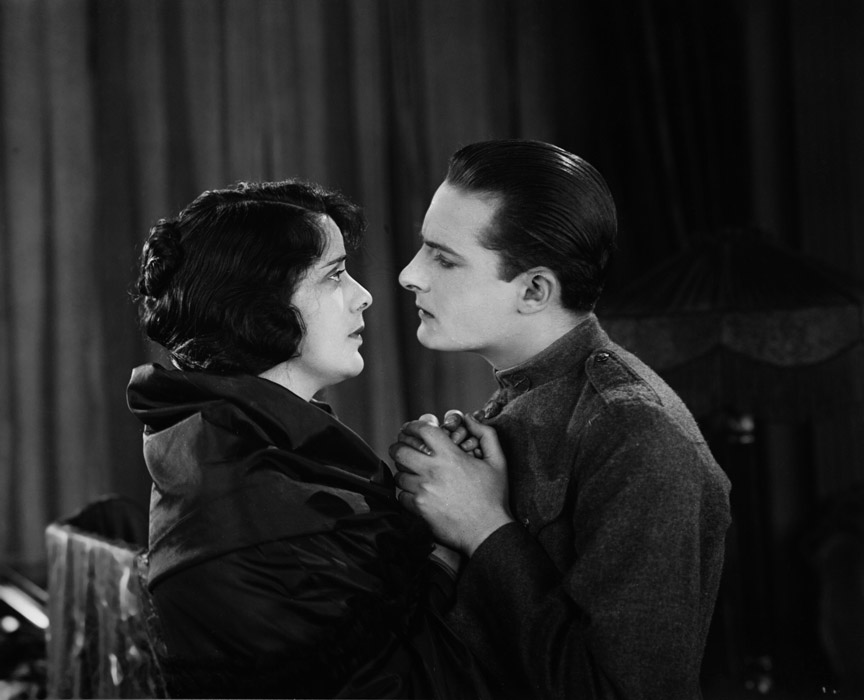
In Humoresque con Gaston Glass

- The Valley of Silent Men, regia di Frank Borzage (1922)
- Under the Red Robe, regia di Alan Crosland (1923)
- I nemici delle donne (Enemies of Women), regia di Alan Crosland (1923)
- Cytherea, regia di George Fitzmaurice (1924)
- Is Love Everything? (1924)
- A Woman's Faith, regia di Edward Laemmle (1925)
- The Winding Stair, regia di John Griffith Wray (1925)
- La più grande fiamma (1925)
- Siberia, regia di Victor Schertzinger (1926)
- Per suo figlio (1926)
- The Gilded Butterfly, regia di John Griffith Wray (1926)
- Il cuore di Salomè (The Heart of Salome), regia di Victor Schertzinger (1927)
- La maschera del diavolo (The Masks of the Devil), regia di Victor Sjöström (1928)
- Mississipi (1929)
- Peggy va alla guerra (1929)